# Giovanni Battista Della Porta (scultore)

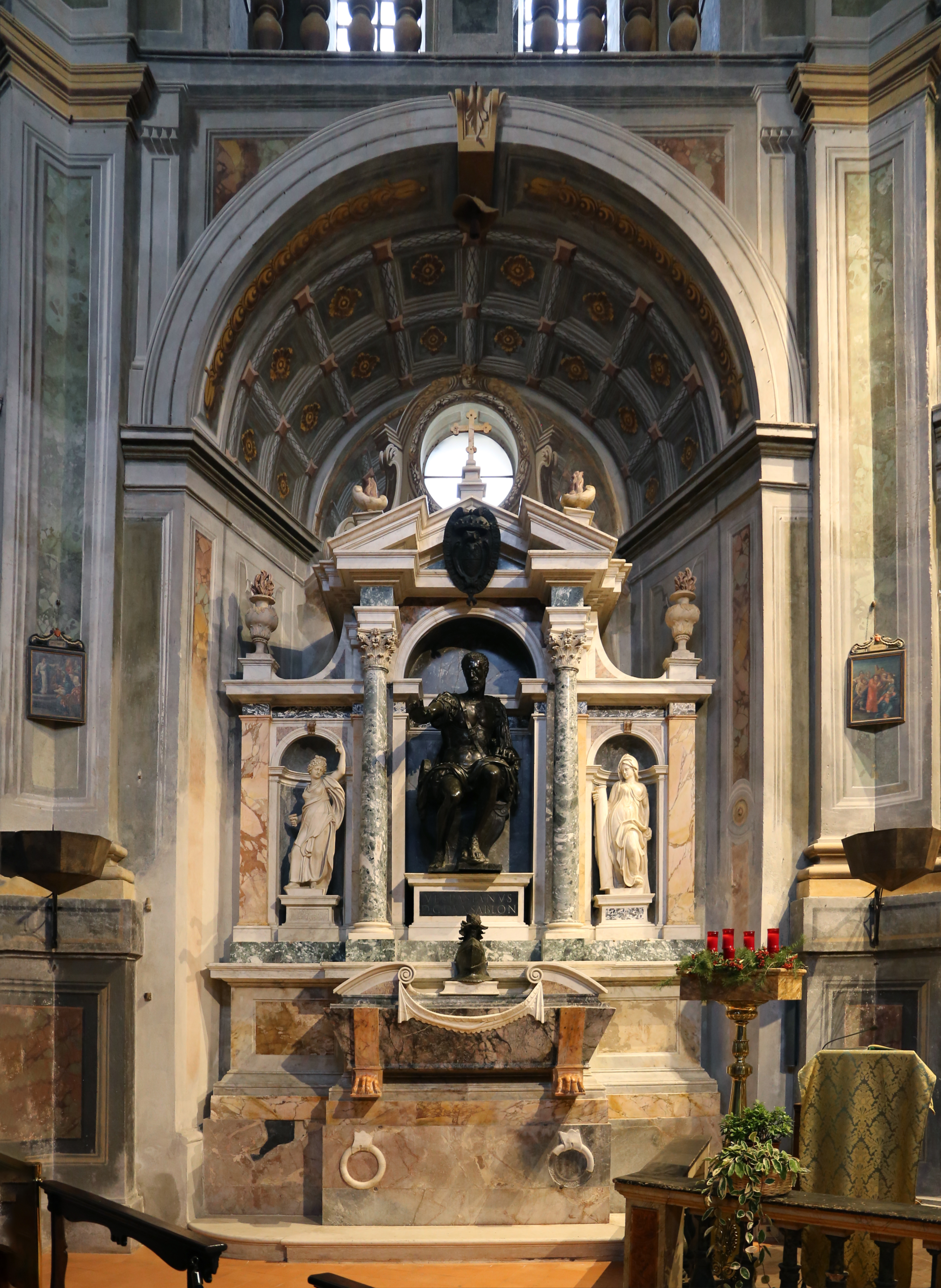
Sabbioneta, Mausoleo di Vespasiano I Gonzaga

Giovanni Battista Della Porta (Porlezza, 1542 – Roma, 1597) è stato un architetto e scultore italiano.

## Biografia
Nacque nel 1542 a Porlezza da Alessio Della Porta.
Probabilmente nel 1562 si trasferì a Roma, dove inizialmente si occupò di restauro di statue antiche.
Nell'ottobre 1580 sposò Elisabetta Mariottini (?-1602), dalla quale ebbe una figlia, Barbara, morta in giovane età.
Giovanni Battista Della Porta morì a Roma nel 1597 e venne sepolto nella Basilica di Santa Maria del Popolo.

## Opere
- 1567 : Tivoli, Villa d'Este, statue delle dieci ninfe per la fontana dell'Ovato;[1]
- 1570 : Loreto, Basilica della Santa Casa, dieci statue delle sibille e tre dei profeti;[1]
- 1578 : Loreto, Basilica della Santa Casa, Mausoleo del cardinale Niccolò Caetani;[1]
- 1588 : Roma, Fontana dell'Acqua Felice, statua di Aronne guida il popolo ebreo all'acqua scaturita dal deserto;[1]
- 1589 : Sermoneta, Chiesa di Santa Maria della Vittoria, stemma araldico in marmo per Onorato Caetani, V duca di Sermoneta;[1]
- 1590 : Roma, Chiesa di San Silvestro al Quirinale, Mausoleo di Federico Corner;[1]
- 1590 : Roma, Basilica di Santa Pudenziana, statua di Cristo consegna le chiavi del cielo a San Pietro;[1]
- 1591 : Sabbioneta, Chiesa della Beata Vergine Incoronata, Mausoleo di Vespasiano I Gonzaga;[1]